# Кнорринг
фон Кнорринг (швед. von Knorring) — баронський і дворянський рід, що походить від Генріха Кнорринга, що володів маєтками в Курляндії близько середини XVI століття.
Його потомство розділилося на кілька ліній, з яких одна, що отримала в Швеції баронський титул, була внесена в матрикул дворян Великого князівства Фінляндського. До однієї з ліній, що залишилися в Прибалтиці, належав Богдан Федорович Кнорринг. Рід Кноррингів був внесений в дворянські матрикул всіх трьох Прибалтійських губерній.

## Представники роду Кнорринг
- Кнорринг Богдан Федорович (1-й) (1746—1825) — генерал від інфантерії.
  - Кнорринг Карл Богданович (1775—1817) — генерал-майор.
- Кнорринг Карл Федорович (2-й) (1746—1820) — генерал-лейтенант.
  - Кнорринг Володимир Карлович (1784—1864) — генерал-ад'ютант, генерал від інфантерії.
    - Кнорринг Олександр Володимирович (1822—1882) — генерал-лейтенант.
    - Кнорринг Карл Володимирович (1823—1871) — таємний радник, дипломат, надзвичайний посланник і повноважний міністр у Нідерландах.
      - Кнорринг Людвіг Карлович (1859—1930) — шталмейстер, дійсний статський радник.
- Кнорринг, Отто Федорович (3-й) (1754—1812) — генерал-майор.

- Кнорринг Роман Іванович (1803—1876) — генерал від артилерії
  - Кнорринг Володимир Романович (1861—1938) — генерал-лейтенант.
  - Кнорринг Андрій Романович (1862—1918) — генерал-лейтенант (з 1916).
- Кнорринг Володимир Іванович — генерал-лейтенант (з 1861); Георгіївський кавалер (полковник; № 7169; 17 грудня 1844)
- Кнорринг Микола Іванович (1810—?) — генерал-майор (з 1862); Георгіївський кавалер (полковник; № 9705; 26 листопада 1855)
- Кнорринг Едуард Іванович (?-1855) — генерал-майор; Георгіївський кавалер (№ 8600; 26 листопада 1851)

- Кнорринг Микола Миколайович (1880—1967) — російський історик і критик.
  - Кнорринг  Ірина Миколаївна (1906—1943) — російська поетеса.

- Кнорринг Іван Федорович (1797—1855) — дійсний статський радник, чиновник Міністерства фінансів
- Кнорринг Іван Федорович (ок. 1800 —?) — генерал-майор, дійсний статський радник; Георгіївський кавалер (полковник; № 7426; 12 січня 1846)
- Кнорринг Іван Федорович (1824—1895) — директор Санкт-Петербурзьких гімназій (у 1862—1864 — 6-ї гімназії; з 1864 — Ларинського гімназії).
  - Кнорринг Федір Іванович (1854— після 1917) — таємний радник, інженер шляхів сполучення, будівельник Уссурійської залізниці.

- Кнорринг Олексій Густавович (1854—1922) — гофмейстер, таємний радник.

також
- Кнорринг Надія Іванівна (1825—1895) — у шлюбі Наришкіна, світська левиця, у другому шлюбі дружина Олександра Дюма-сина. Фігурувала в гучній справі Сухово-Кобиліна.
- Кнорринг Софія Маргарита (1797—1848) — шведська романістка
- Кнорринг Франс Петер фон (1792—1875) — громадський діяч Аландських островів.

У списках Кавалерів ордена Святого Георгія IV класу значаться:
- Кнорринг Олександр Федорович; ротмістр; № 6629; 5 грудня 1841
- Кнорринг Володимир Володимирович, підполковник; № 3503; 6 червня 1821
- Кнорринг Густав Іванович фон — інженер-генерал (з 20.06.1799);
- Кнорринг Єгор Андрійович фон; майор; № 10136; 26 листопада 1858
- Кнорринг Іван Євстафійович; полковник; № 378; 26 листопада 1783